# Rio Água Casi
O Rio Água Casi é um curso de água do arquipélago de São Tomé e Príncipe, localizado na ilha de São Tomé, corre para Norte da ilha e desagua na Praia das Conchas. 